# Рюбель, Эдуард
Эдуа́рд Рю́бель (нем. Eduard August Rübel, 1876—1960) — швейцарский исследователь растений и общественный деятель.
Основатель «Фонда Рюбеля».
Особо прославился исследованиями мхов.
Последователь Августа Гризебаха в области экологической географии растительности.

## Путь в науке
Изучал химию в Государственном политехникуме в Цюрихе (окончил в 1901).
В 1913 был участником Второй Международной фитогеографической экскурсии (по Северной Америке).
С 1917 — приват-доцент ботаники Высшей технической школы в Цюрихе (с 1923 — профессор). Сотрудник профессора ботаники Карла Шрётера, одного из основоположников геоботаники.
В 1918 Рюбель, способствуя исследованиям молодых геоботаников, создал «Институт геоботанических исследований Рюбеля».
С 1929 по 1934 — президент Швейцарского общества естествоиспытателей (ныне — Академия наук Швейцарии).

### Растения, описанные Рюбелем
- Onosma cinerascens Rubel & Braun-Blanq.
- Onosma delphinensis Rubel & Braun-Blanq.

## Основные труды
- англ. Rübel A.E. Ecology, plant geography, and geobotany: their history and aim // Bot. Gaz. 1927. Vol. 84, № 4. P. 428—439
- нем. Rübel A.E. Pflanzengesellschaften der Erde. — Bern; Berlin: H. Huber, 1930
- нем. Eduard Rübel. Pflanzensoziologischer Aufbau / Geschäftsstelle d. Deutschen Akademie d. Naturforscher, 1936, S. 139—156